# 新特拉克斯頓 (密蘇里州)
新特拉克斯頓（英語：New Truxton）是位於美國密蘇里州沃倫縣的非建制地區。

## 歷史
新特拉克斯頓的郵局於1905年設立，其後於1956年停運。

## 地理
新特拉克斯頓所處的海拔為高於海平面221米（即725英呎），而該地所採用的時區為UTC-6，即北美中部時區（CST）。同時該地設有夏令時間，為UTC-6調快一小時，即UTC-5（CDT）。